# O Silêncio do Túmulo
O Silêncio do Túmulo (em inglês: Silence of the Grave, em islandês: Grafarþögn) é um romance policial do escritor islandês Arnaldur Indriðason, publicado pela primeira vez em 2001 e protagonizado pelo detetive Erlendur.

## Prêmios e indicações
- 2003 - Prémio Chave de Vidro (por novela policial nórdica)[2]
- 2005 - Gold Dagger (do britânico Crime Writers' Association)[3]
- 2006 - Barry Award (nomeação)